# ارتش پنجم (ورماخت)
لشکر پنجم ورماخت (به آلمانی:Armeeoberkommando 5 (AOK 5)) یکی از ارتش‌های ورماخت در جنگ جهانی دوم بود. این لشارتش کر در ۲۵ اوت ۱۹۳۹ به فرماندهی کورت لیبمان تشکیل شد. ابتدا در جریان دفاع از خط زیگفرید خدمت کرد و سپس به لهستان فرستاده شد. پس از تسلیم لهستان در جنگ جهانی دوم این لشکر منحل شد.